# Huodendron tomentosum
Huodendron tomentosum là một loài thực vật có hoa trong họ Bồ đề. Loài này được Y.C. Tang & S.M. Hwang mô tả khoa học đầu tiên năm 1980.